# Martin Poljovka
Martin Poljovka (ur. 9 stycznia 1975 w Bańskiej Bystrzycy) – słowacki piłkarz, grający w Dukli Bańska Bystrzyca i Spartaku Trnawa. Występuje na pozycji obrońcy. W reprezentacji Słowacji zadebiutował w 2004 roku. Do 15 lutego 2013 roku rozegrał w niej dwa mecze.